# Лабатт, Филип
Филип Уильям «Фил» Лабатт (англ. Philip William "Phil" LaBatte; 5 июля 1911 — 6 сентября 2002) — американский хоккеист, бронзовый призёр зимних Олимпийских игр 1936 года.

## Биография
Родился и вырос в штате Миннесота. Занимался в средней школе Вест бейсболом, американским футболом и хоккеем с шайбой. Выступал за команду университета Миннесоты «Миннесота Гоферс», в 1933—1935 годах выигрывал три раза подряд чемпионат Конференции, в сезоне 1934/1935 был капитаном команды и сыграл все 53 матча за эти три сезона (45 побед и 8 поражений).
В 1936 году Лабатт в составе сборной США по хоккею с шайбой завоевал бронзовые медали зимних Олимпийских игр в Гармиш-Партенкирхене и стал первым хоккеистом — участником Олимпийских игр от университета Миннесоты. Отличился в матче против Чехословакии, отдав обе голевые передачи и принеся победу своей сборной со счётом 2:0.
В Восточной любительской хоккейной лиге Лабатт выступал за команду «Балтимор Ориолс», а также играл за любительские команды из Вашингтона (округ Колумбия) в Восточной и Американской хоккейной лигах. В НХЛ не приглашался. После завершения карьеры игрока работал в правительственных структурах США (в министерстве внутренних дел) и был главой специальных служб Администрации по делам ветеранов США. 7 июля 1990 года по решению губернатора штата Миннесота Руди Перпича включён в Олимпийский зал славы штата Миннесота.